# لوك ووكر (لاعب كرة قاعدة)
لوك ووكر (بالإنجليزية: Luke Walker)‏ هو لاعب كرة قاعدة أمريكي، ولد في 2 سبتمبر 1943 في ديكلب في الولايات المتحدة.

## وصلات خارجية
- لوك والكر على موقع دوري كرة القاعدة الرئيسي (الإنجليزية)
- لوك والكر على موقعبيزبول رفرنس.كوم (الدوري الرئيسي) (الإنجليزية)
- لوك والكر على موقعبيزبول رفرنس.كوم (الدوري الثانوي) (الإنجليزية)